# Alexandre Marcourt
Alexandre Marcourt (31 juli 1999) is een voormalig Belgische zwemmer. Zijn specialiteit was de vrije slag. 
Marcourt kwam in 2018 uit op de Europese kampioenschappen en in 2019 en 2021 op de wereldkampioenschappen op de vrijeslagnummers. In augustus 2021 stopte hij zijn zwemcarrière en begon hij aan een opleiding als piloot.

## Belangrijkste prestaties
| Jaar | Olympische Spelen                         | WK langebaan                              | WK kortebaan                              | EK langebaan                                                                     | EK kortebaan                              |
| ---- | ----------------------------------------- | ----------------------------------------- | ----------------------------------------- | -------------------------------------------------------------------------------- | ----------------------------------------- |
| 2018 |                                           |                                           | geen deelname                             | 21e 200m vrije slag 10e 4x200m vrije slag                                        |                                           |
| 2019 |                                           | 13e 4x200m vrije slag                     |                                           |                                                                                  | geen deelname                             |
| 2020 | Geen toernooien vanwege de coronapandemie | Geen toernooien vanwege de coronapandemie | Geen toernooien vanwege de coronapandemie | Geen toernooien vanwege de coronapandemie                                        | Geen toernooien vanwege de coronapandemie |
| 2021 | geen deelname                             |                                           | geen deelname                             | 40e 100m vrije slag 30e 200m vrije slag 11e 4x100m vrije slag 7e 200m vrije slag | geen deelname                             |

## Persoonlijke records
(Per 11 augustus 2018)

### Langebaan
| afstand          | tijd    | datum           | plaats |
| ---------------- | ------- | --------------- | ------ |
| 200 m vrije slag | 1.48,32 | 4 augustus 2019 | Tokyo  |

### Kortebaan
| afstand         | tijd    | datum            | plaats  |
| --------------- | ------- | ---------------- | ------- |
| 200m vrije slag | 1.45,95 | 22 december 2018 | Tilburg |